# Нешо Шабанов
Нешо Атанасов Шабанов е копривщенски анархист.

## Биография
Син е на бележития революционер и историограф на Априлското въстание Танчо Шабанов и Мария Добрева, дъщеря на Добри войвода.
Шабанов се включва в революционните борби в Копривщица и води нелегална дейност.
След Септемврийското въстание от 1923 година при постигнатото единодействие между анархисти, комунисти и земеделци е ятак и осведомител на Тумангеловата чета. С тази си дейност привлича вниманието на властите. Арестуван и жестоко инквизиран не предоставя никакви сведения за другарите си.
На 27 юни 1925 година е разстрелян при „опит за бягство“ в местността „Лъженски мост“ заедно с другия копривщенски революционер Георги Мандулов и анархистите братя Гостеви от село Лъжене.Разстреляни са от поручик Васил Шофелинов, братовчед на правокатора Иван Шофелинов. В тази полицейска акция по ликвидация на партизани Нешо Филчев с ритник на конвоиращия го войник успява да се спаси. Брайко Будаков, Никола Косев, Нешо Чорапчиев и Нейко Груев поради това, че са пребити жестоко и не могат да се движат, не са подложени на полицейската тактика за разстрел при „опит за бягство“ и са изправени пред съда.

## Памет
Построен е паметник, за да напомня за убитите преди 9 септември 1944 г. Салчо Василев, анархистите Нешо Шабанов и Георги Мандулов. Намира се на около 15 км. от Копривщица, близо до „Лъженския мост“, в района на яз. „Душанци“. Изработен е от каменоделеца Атанас (Танчо) Юруков през 1956 г. Изпълнен е от куполообразна гранитна морена.